# Technické muzeum v Brně
Technické muzeum v Brně (TMB) je česká státní muzejní instituce, založená v roce 1961 a zaměřená na historii vědy a techniky, především z území Moravy a Slezska. Jedná se o příspěvkovou organizaci, která je přímo řízena Ministerstvem kultury České republiky. Sídlí v Králově Poli v Brně.

## Historie a současnost
Pokusy o založení byly již v roce 1924, kdy byl založen výbor pro založení technického muzea na Moravě. Přímým předchůdcem TMB byl Archiv pro dějiny průmyslu, obchodu a technické práce, který byl založen v roce 1936. Svoji činnost plně rozvinul až v roce 1948. V 50. letech bylo muzeum přesunuto do barokního areálu bývalého kláštera voršilek na rohu Orlí a Josefské ulice v Brně, také bylo zestátněno a stalo se součástí Národního technického muzea v Praze. Dne 1. ledna 1961 se však brněnská pobočka osamostatnila jako Technické muzeum v Brně. V druhé polovině 90. let se muzeum přesunulo do nové budovy v Králově Poli v ulici Purkyňova čo. 105.
Na této adrese se Technickém muzeum v Brně otevřelo veřejnosti 5. června 2003. Návštěvníkům nabízí 16 expozic a Technickou hernu, kde se mohou zábavnou formou seznámit s různými zákony fyziky a jejich technickými aplikacemi. Významnou pomocí při dokumentační a odborné činnosti muzea jsou aktivity dobrovolných spolupracovníků – členů Kruhu přátel TMB. Muzeum provozuje také prezenční knihovnu.
Technické muzeum v Brně je také výzkumnou organizací. Tým odborných pracovníků se dlouhodobě věnuje především výzkumu a dokumentaci jednotlivých oborů vědy a techniky, tvorbě oborových sbírek dle sbírkotvorného plánu, řešení interních výzkumných úkolů i grantových projektů podpořených z veřejných zdrojů a také prezentaci výsledků svých výzkumů veřejnosti nejrůznějšími formami včetně výstav a expozic.
Nedílnou organizační složkou TMB je Metodické centrum konzervace. Prioritním cílem jeho výzkumné činnosti, jako národního metodického pracoviště pro oblast konzervování-restaurování sbírkových předmětů ze sbírek muzeí v ČR, je zvýšení efektivity ochrany movitého kulturního dědictví a zkvalitněné péče o sbírkové fondy na všech úrovních.
Ředitelem Technického muzea v Brně je Ivo Štěpánek.

## Technické památky ve správě TMB

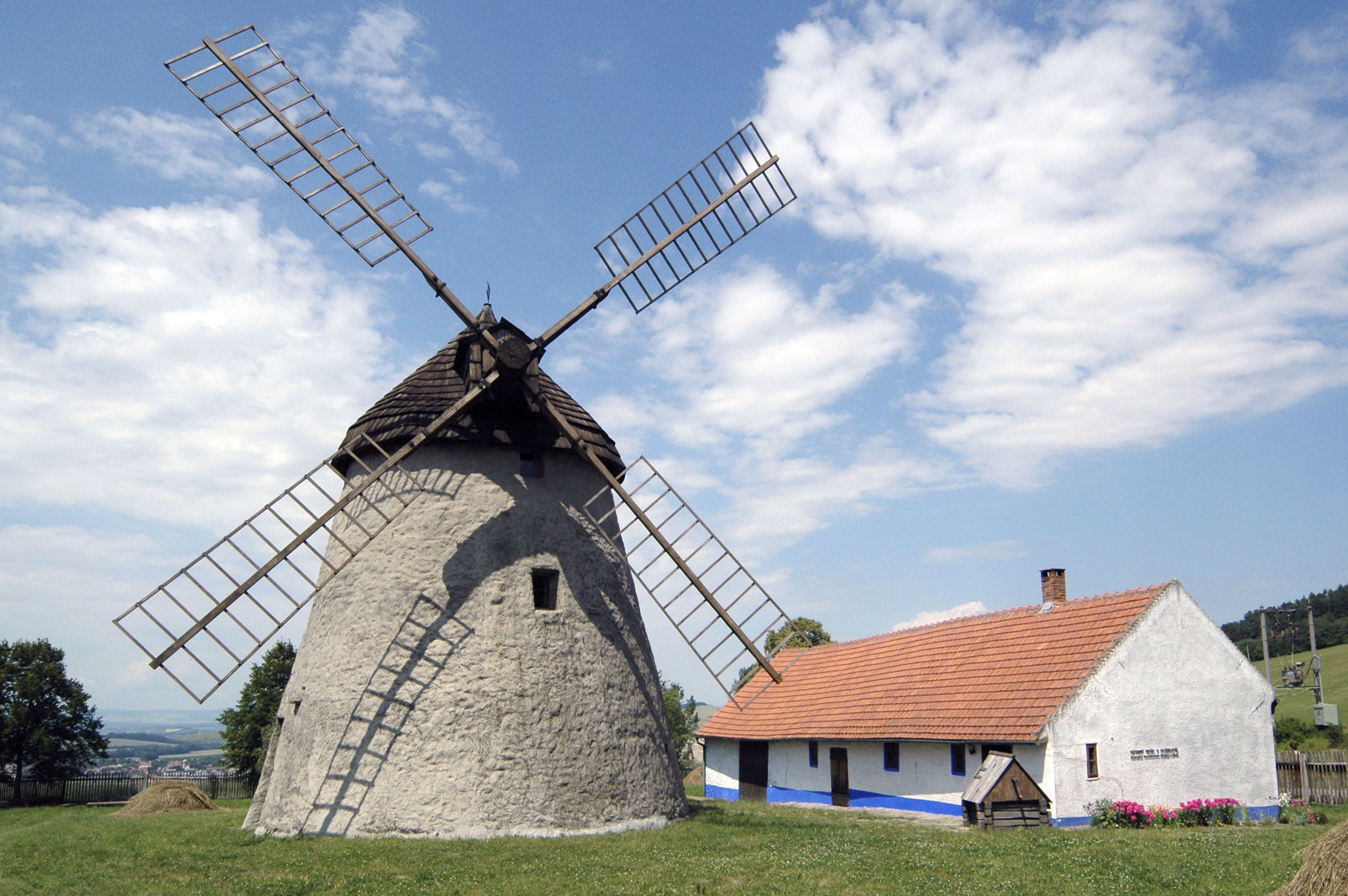
Větrný mlýn v Kuželově, národní kulturní památka ve správě TMB

- Areál československého opevnění v Šatově
- Kovárna v Těšanech
- Stará huť u Adamova
- expozice hamernictví Šlakhamr ve Šlakhamrech, místní části Hamrů nad Sázavou
- Větrný mlýn v Kuželově
- Vodní mlýn ve Slupi
- Depozitář historických vozidel MHD v Brně-Líšni (Nekolejová vozidla jsou v depozitáři v Řečkovicích a jsou vystavována jen při dnech otevřených dveří.)

Od roku 2013 má TMB ve správě také budovy a hangáry bývalého letiště Černovice v Brně.
Technické muzeum v Brně mělo od roku 1979 ve správě Ivančický viadukt, který však začal rychle chátrat. V roce 1987 se vrátil pod správu Československých státních drah, protože muzeum nemělo prostředky na jeho údržbu. V roce 1973 zamítl tehdejší Městský národní výbor v Novém Bohumíně žádost Technického muzea v Brně o uprázdněné dílny a vozovnu tramvají v Bohumíně z roku 1913 v dnešní Palachově ulici. Tato budova měla být přeměněna v technický skanzen, v němž by byly v pojízdném stavu uchovány nejvýznamnější typy motorových i vlečných vozů a lokomotiv. Později byla budova výrobním podnikem, jemuž byla předána, po architektonické stránce znehodnocena.

## Stálé expozice
- Od tamtamu k internetu
- Nožířství
- Kultura nevidomých
- Kovolitectví
- Brno na dvou kolech
- Historická vozidla
- Historická stereovize
- Čas nad námi a kolem nás
- Ulička řemesel
- Salon mechanické hudby
- Vodní motory s památníkem Viktora Kaplana
- Parní motory
- Železářství
- Letecké motory
- Optika
- Výpočetní technika
- Technická herna

## Sekce Kruhu přátel Technického muzea v Brně
- Automobilové modely (Ing. Pavel Sobol)
- CLASIC CAR króžek – historické automobily (předseda Martin Pilgr)
- Český klub historických vozidel (Vojtěch Dymáček)
- Flašinety a mechanické stroje (předseda Mgr. Petr Nekuža)

Sekce popularizuje kdysi hojně rozšířené flašinetářství v českých, moravských a slezských městech a vesnicích. Flašinetáři byli potulní umělci přelomu 19. a 20. století, jež šířili trochu zábavy a potěšení svými mechanickými nástroji. I nyní se členové snaží přinášet lidem na různých festivalech, poutích či podobných příležitostech radost, ale i poučení. Mimo jiné tím, že provozují vlastní webové stránky, několik let spolupořádají v České republice několikadenní mezinárodní flašinetářský festival a od roku 2014 i pravidelně odborný seminář zaměřený na mapování, restaurování a katalogizování těchto unikátních hudebních automatů. Nejčinnějším flašinetářem v českých zemích je Jan Bondra.
- Fotografie (předseda Ivo Gil)
- Hasičská historie (předseda Jiří Benda)
- Historická stereovize (předseda Martin Zimmerman)
- Kovářství (předseda Milan Michna)
- Letecká historie a modelářství (předseda Petr Vacek)

Klub plastikových modelářů sdružuje celou řadu stavitelů modelů z Brna i jeho okolí. Členové se schází v budově muzea a každoročně ve spolupráci s KPM Bratislava a HKPM Prostějov organizují největší jednodenní evropské setkání plastikových modelářů MODELLBRNO.
- Norton Owners Club Czech Republic (předsedkyně Marcela Havlíčková, DiS.)

Klub sdružuje především vlastníky motocyklů této značky a také všechny další nadšence v České republice
- Optika a elektronová mikroskopie (předseda Ing. Miroslav Bochníček)

- Raketomodelářský klub (předseda Jiří Kašpar)
- Renovace historických letadel (předseda Jiří Navrátil)
- Sdělovací technika (předseda Ing. Oldřich Procházka)
- Společnost přátel starožitných hodin (předseda Mgr. Petr Nekuža)

Sekce byla založena 14. 10. 2017 a svým zaměřením navázala na tradici spolku přátel starožitných hodin, který působil od roku 1970 pod Vlastivědným muzeem v Olomouci. Sdružuje všechny zájemce o hodiny, zvláště o ty starožitné. Mezi její členy patří hodináři, historici umění, sběratelé a dalším odborníci nebo nadšenci pro ně. Z odborné činnosti jmenujme především organizaci seminářů, exkurzí a vydávání Zpravodaje Společnosti přátel starožitných hodin.
- Tatra klub – historické automobily (předseda Ing. Lucián Piller)
- Textil (předsedkyně PhDr. Petra Mertová, Ph.D)

Členové sekce Textil získávají pravidelně informace o dění v muzejní sféře s důrazem na oblast textilní a oděvní výroby.
- Veterán Praga CAR – historická vozidla (předseda Václav Valáč)
- Větrné mlýny (předseda Ing. Jan Doubek)

Sekce sdružuje majitele mlýnů u nás i v zahraničí, pracovníky muzeí a památkových ústavů, pracovníky medií, učitele, profesionální a amatérské badatele. Jejím cílem je předávat odborné informace mezi členy a společně větrné mlýny prezentovat široké veřejnosti jako zajímavou technickou památku. Vzájemnou pomocí přispět k odborné obnově a údržbě dochovaných větrných mlýnů.

## Galerie

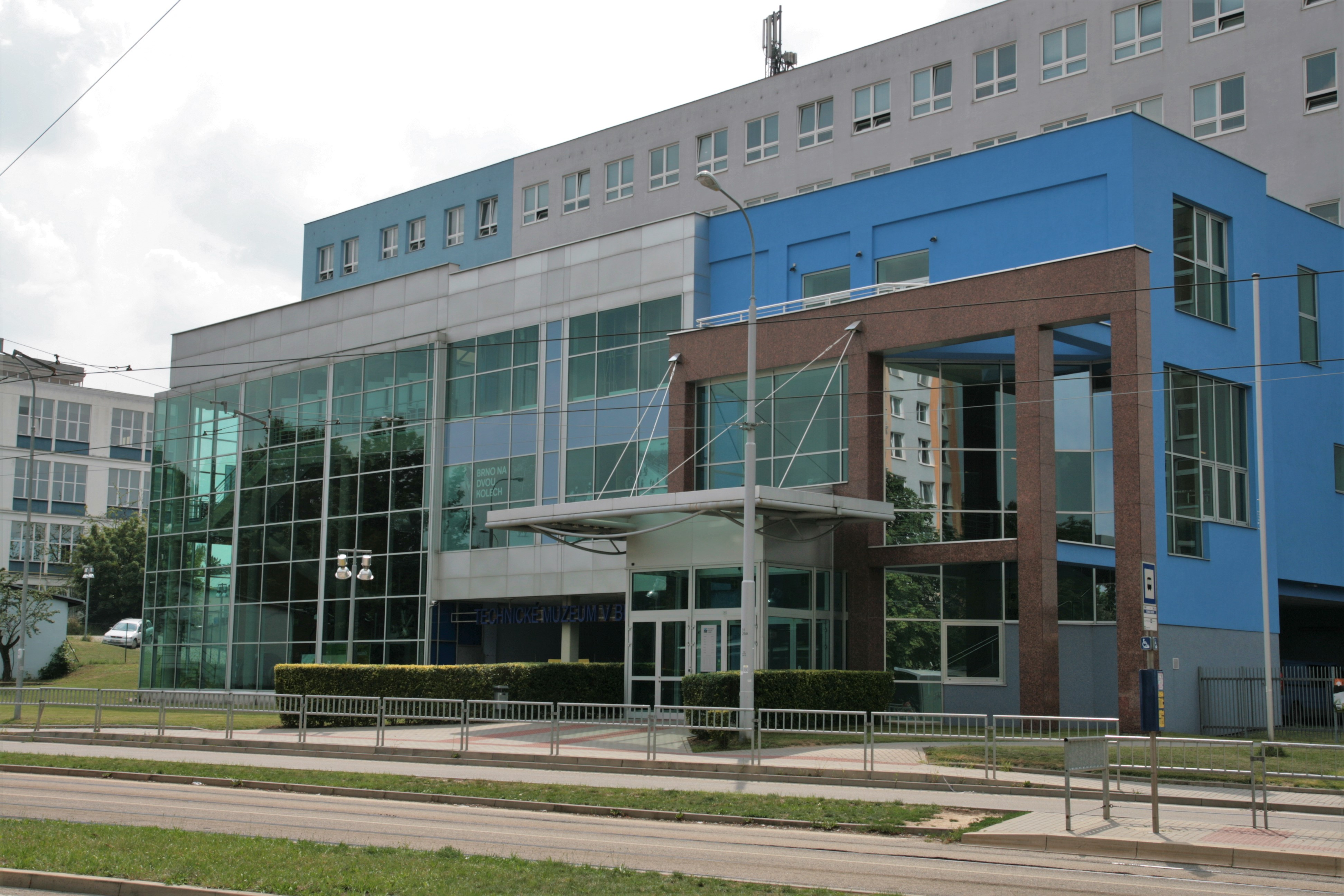
Hlavní budova Technického muzea v Brně
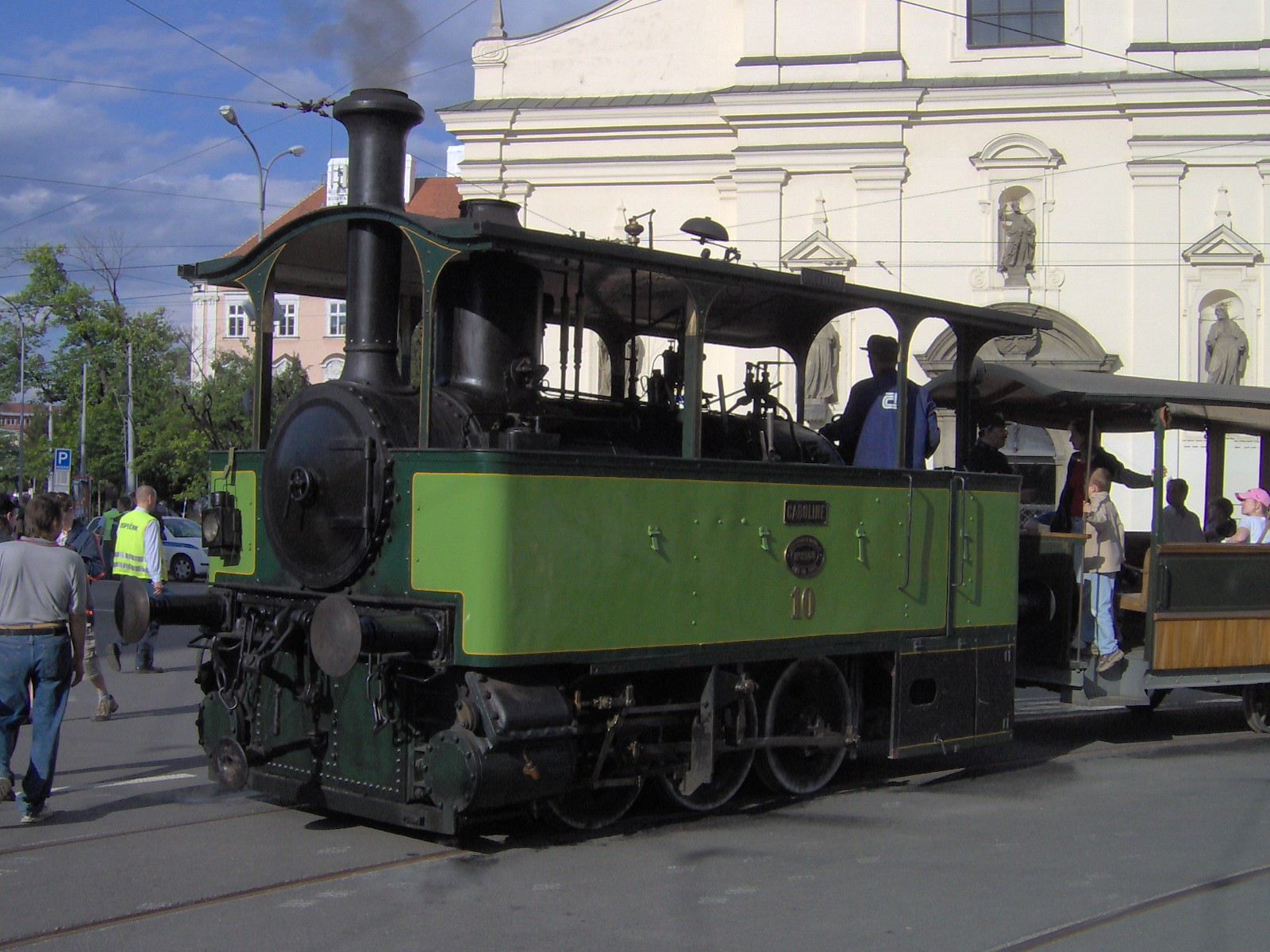
Parní tramvajová lokomotiva Caroline (1889)
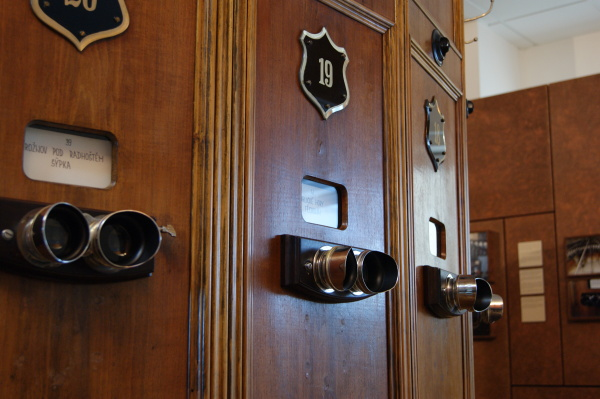
Kaiserpanoráma (stálá expozice)
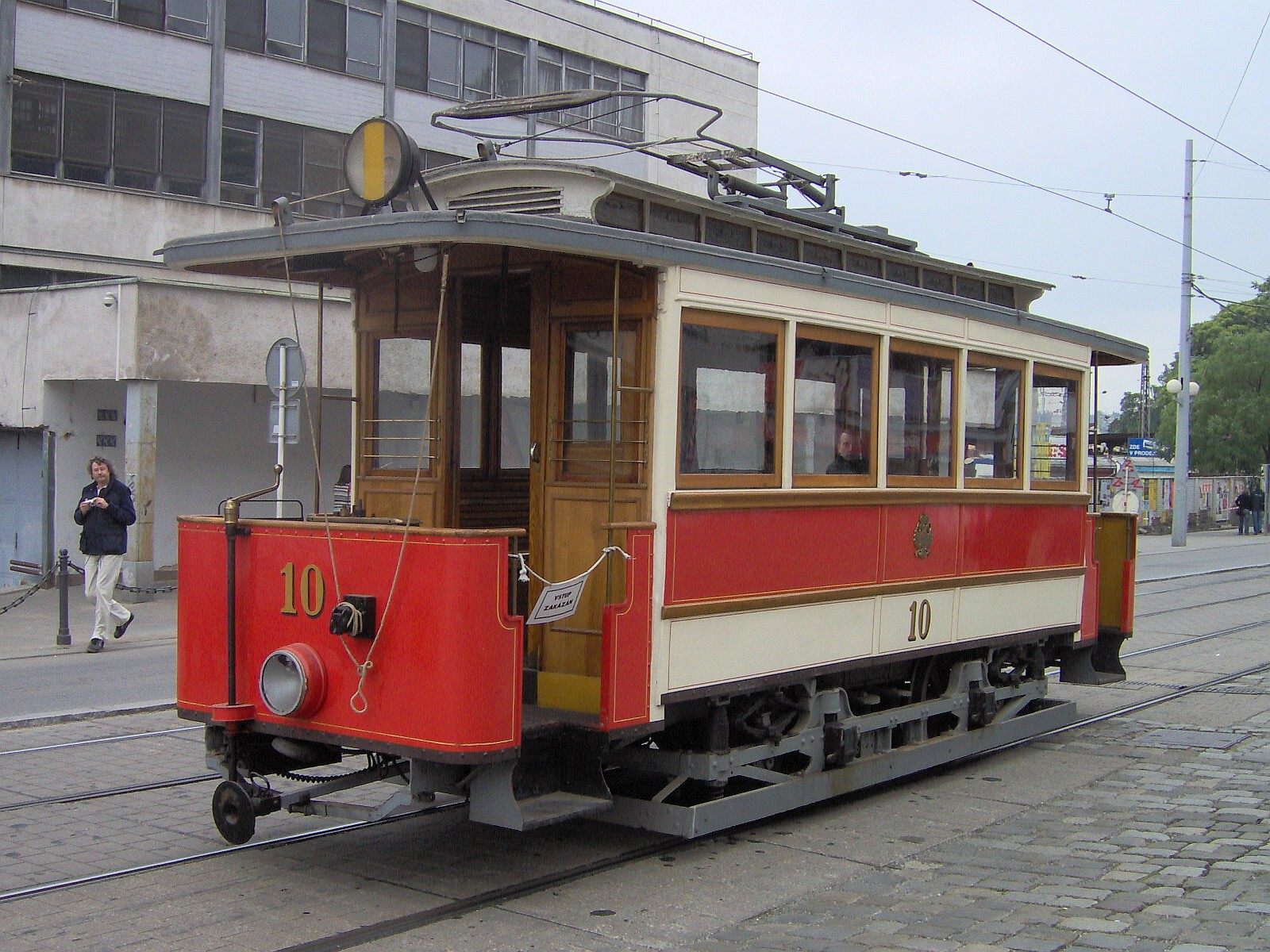
Motorový vůz číslo 10 (1899)
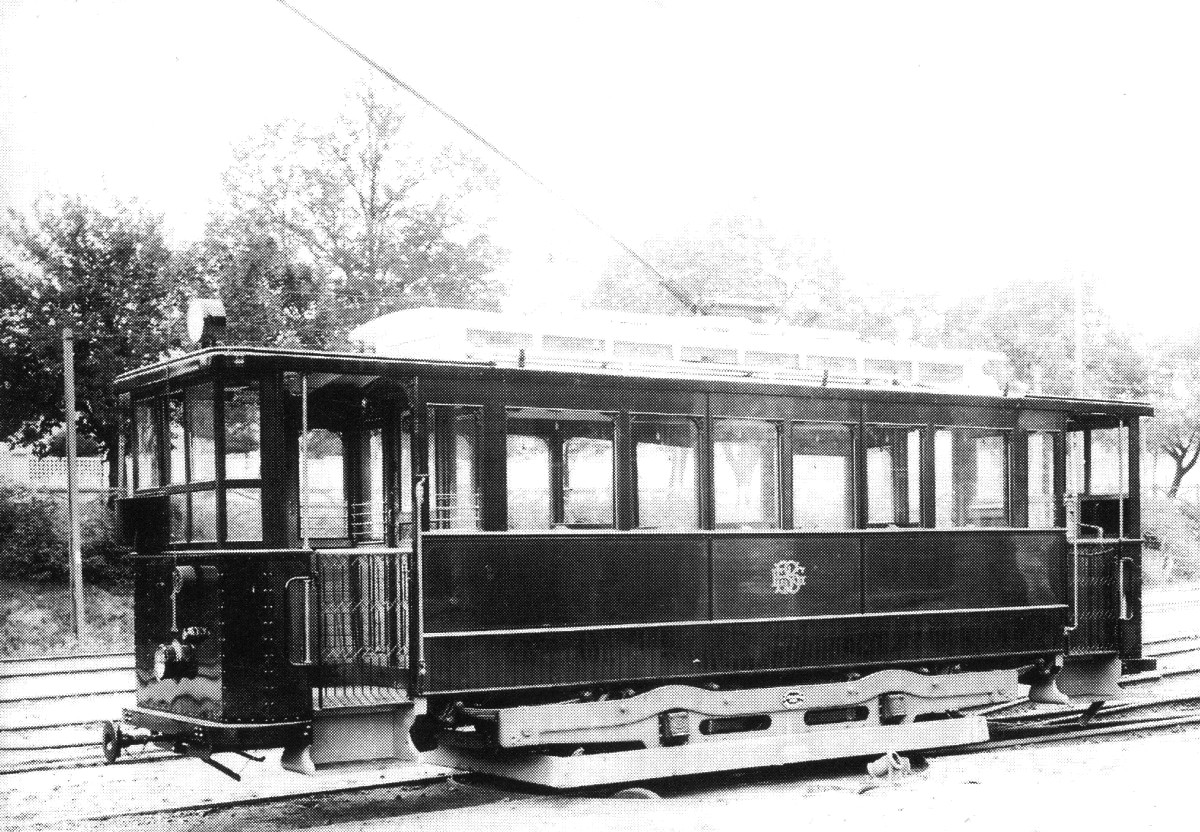
Motorový vůz číslo 1 (1903)
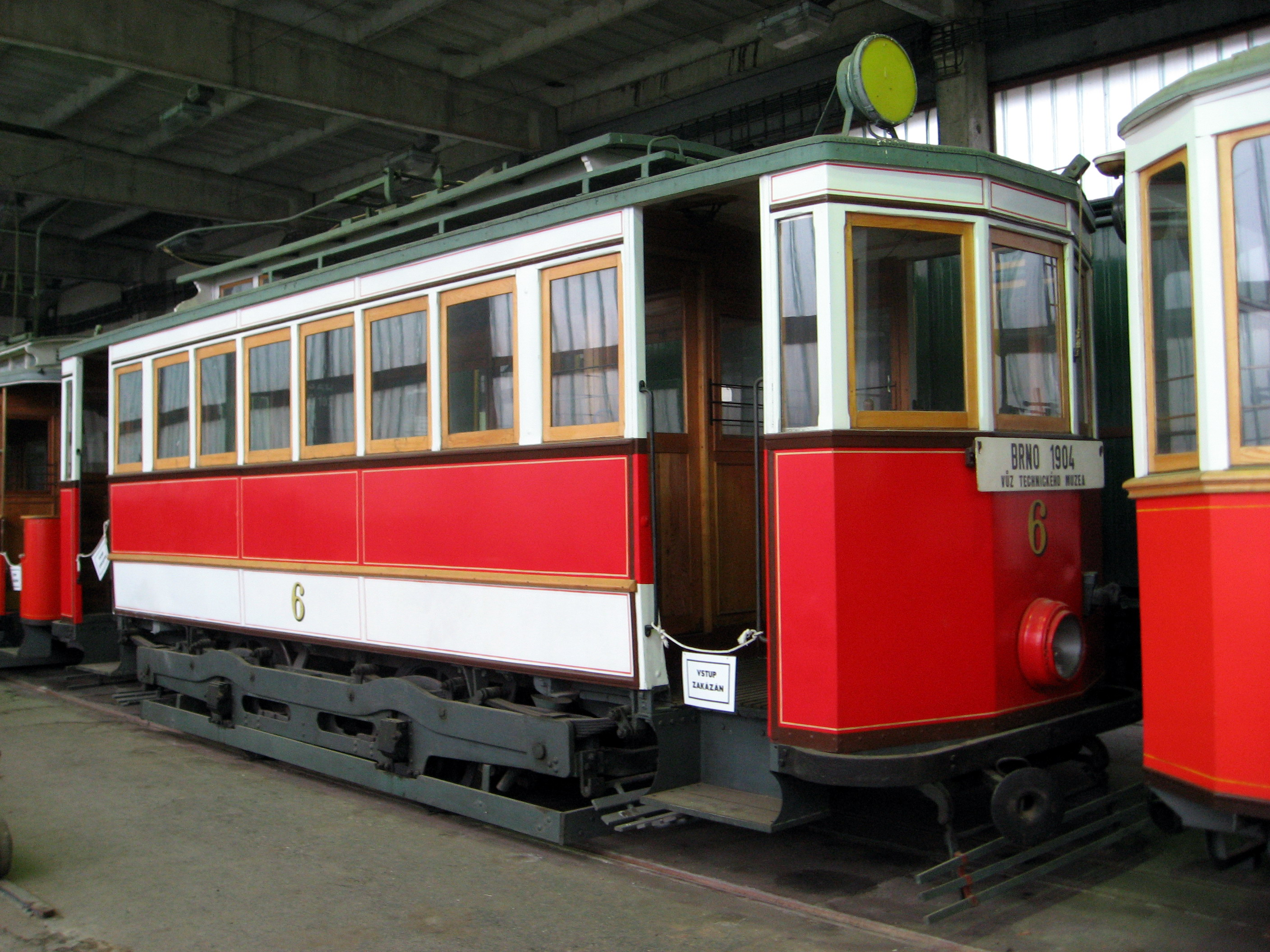
Motorový vůz číslo 6 (1904)
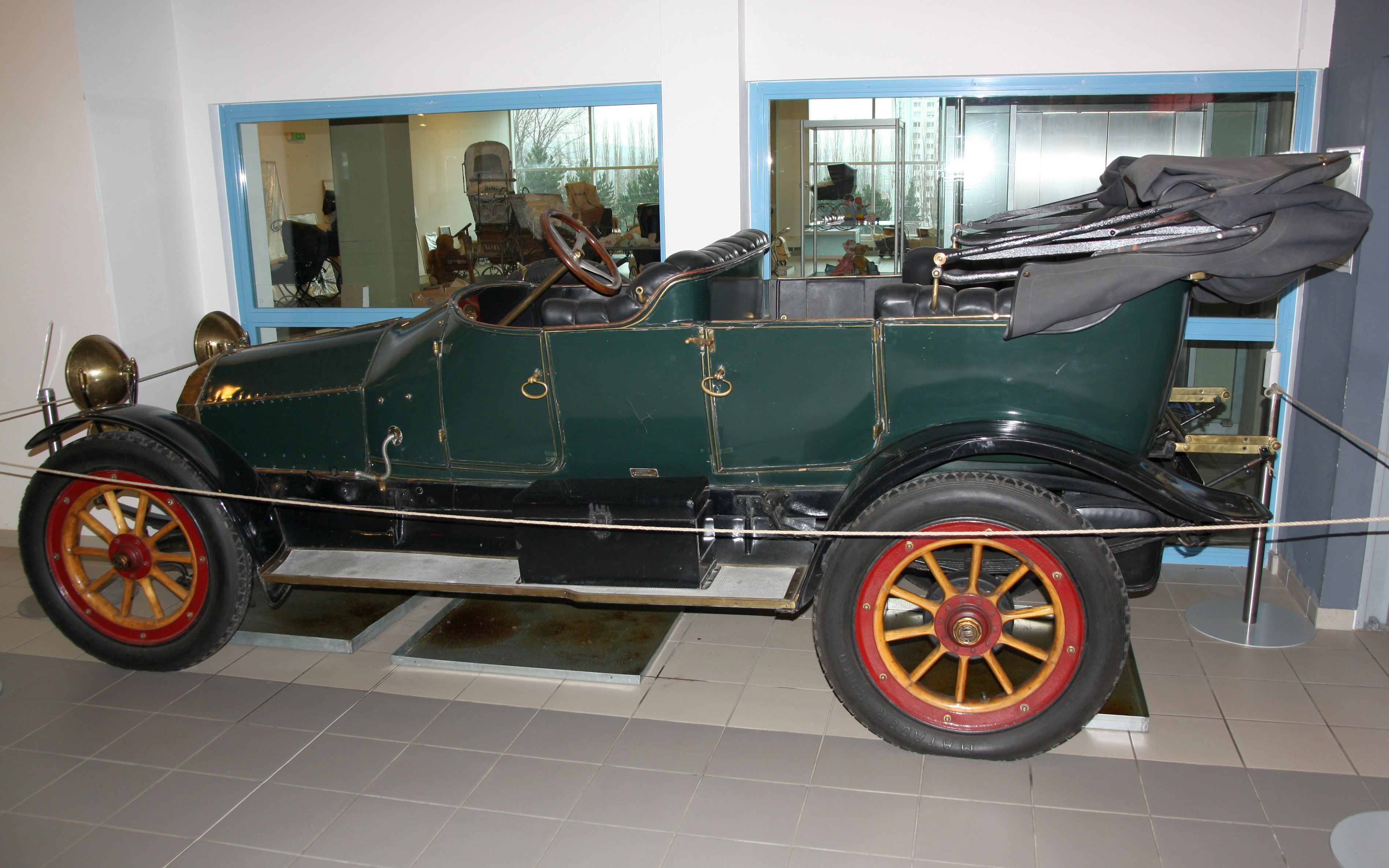
Austro-Daimler 20 PS (1910)
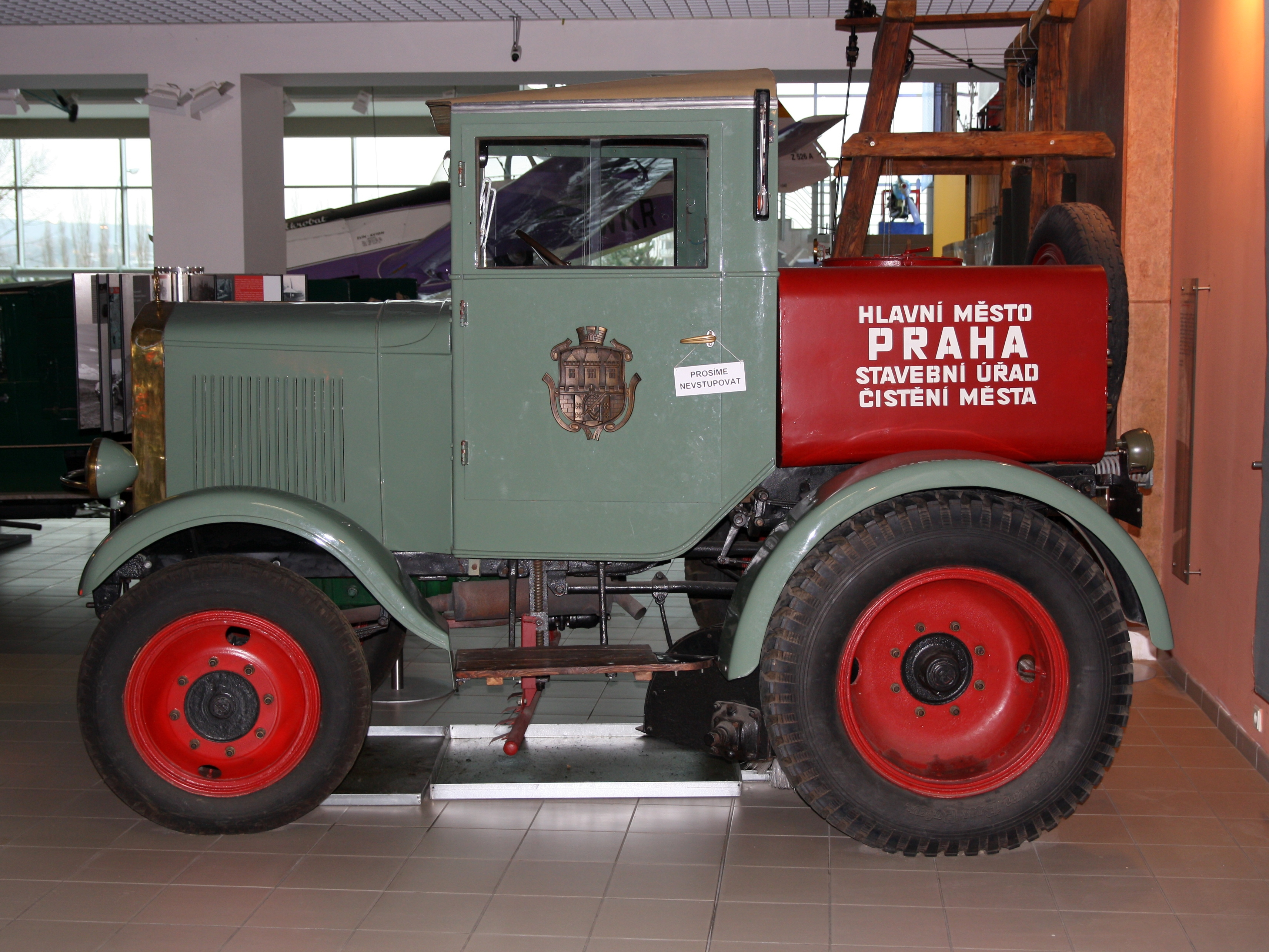
Zametací vůz Praga BD-K (1929)
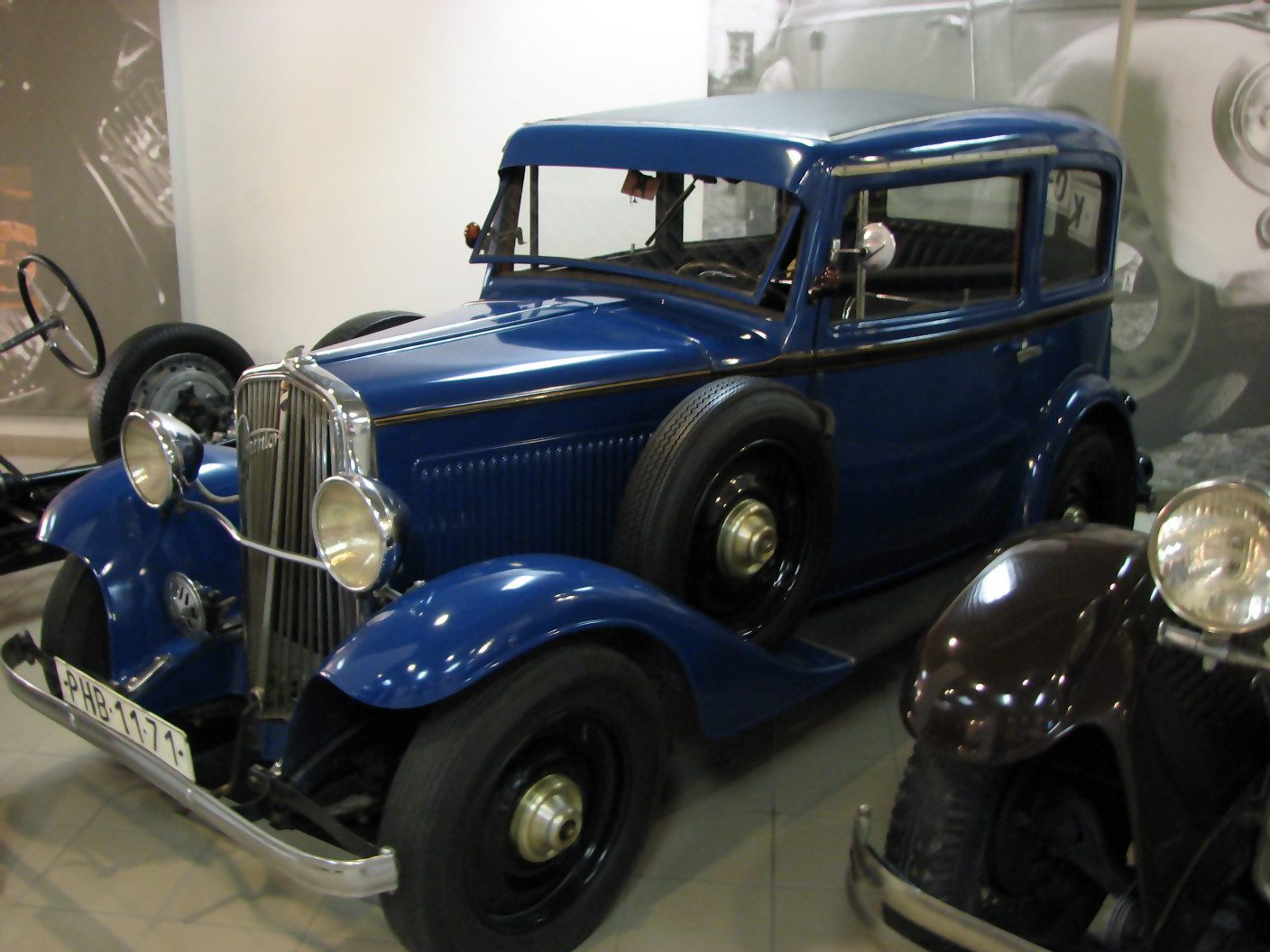
Walter Junior (licence Fiat 508, 1932)
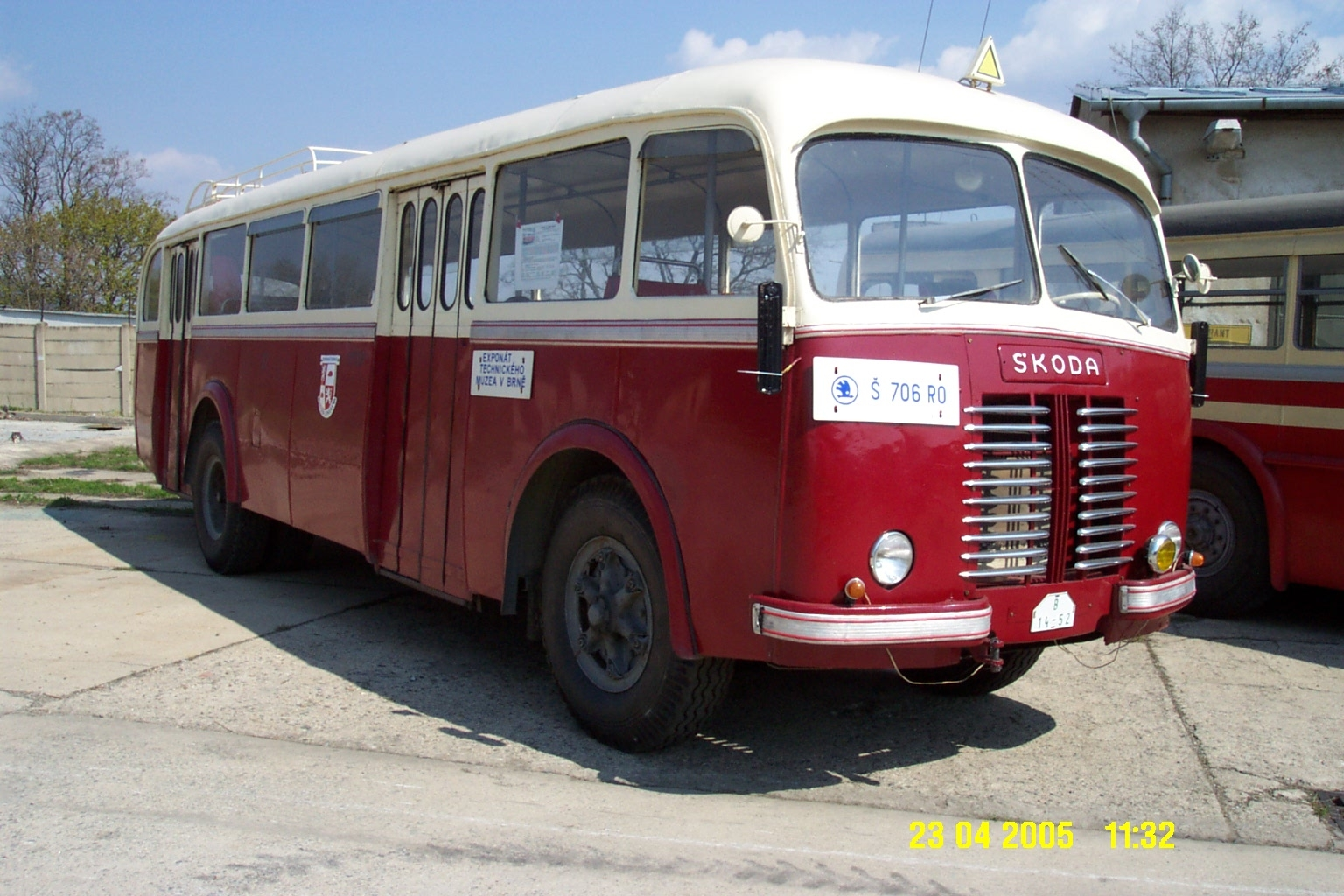
Škoda 706 RO (1947)
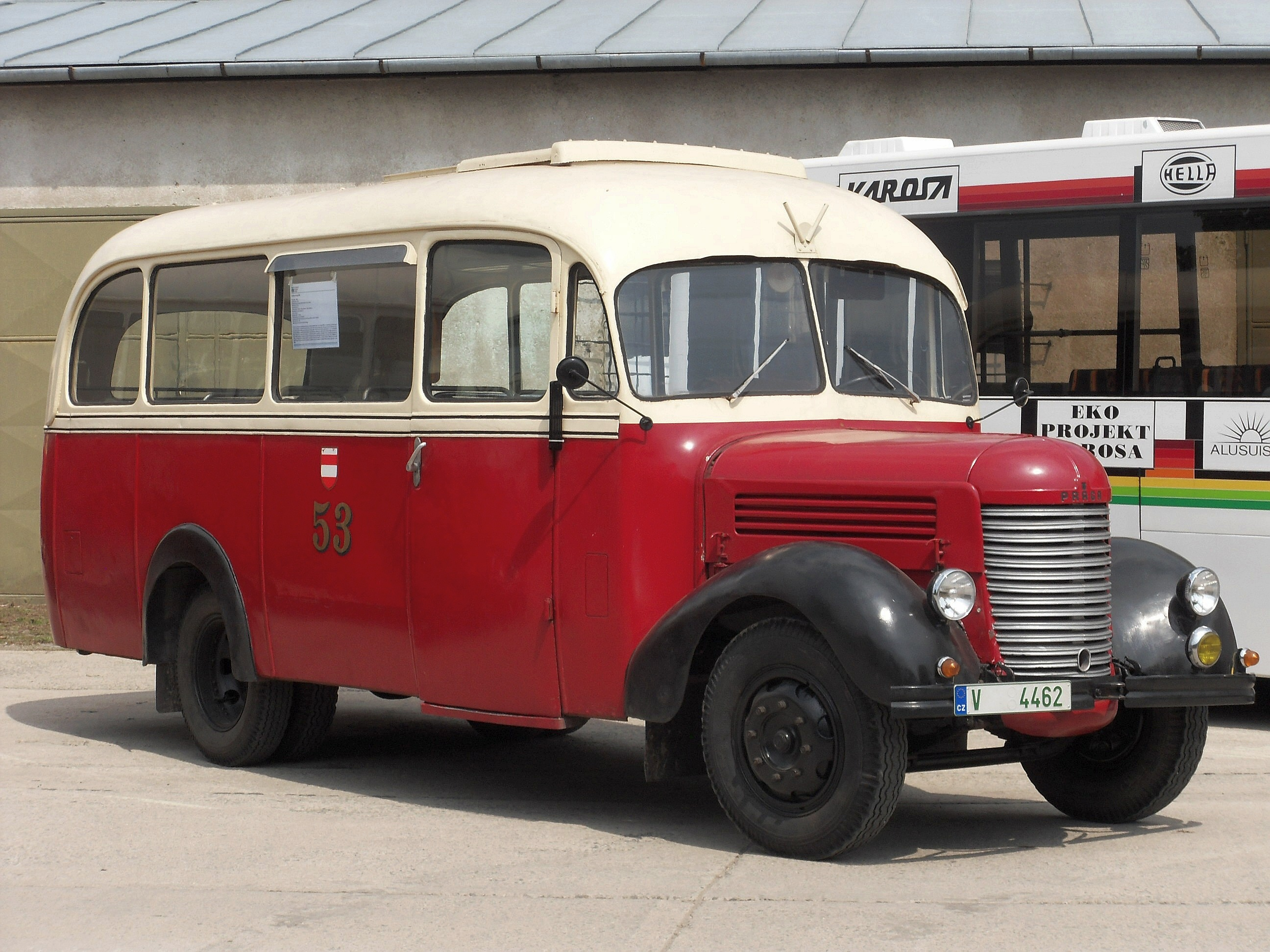
Praga RND (1949)
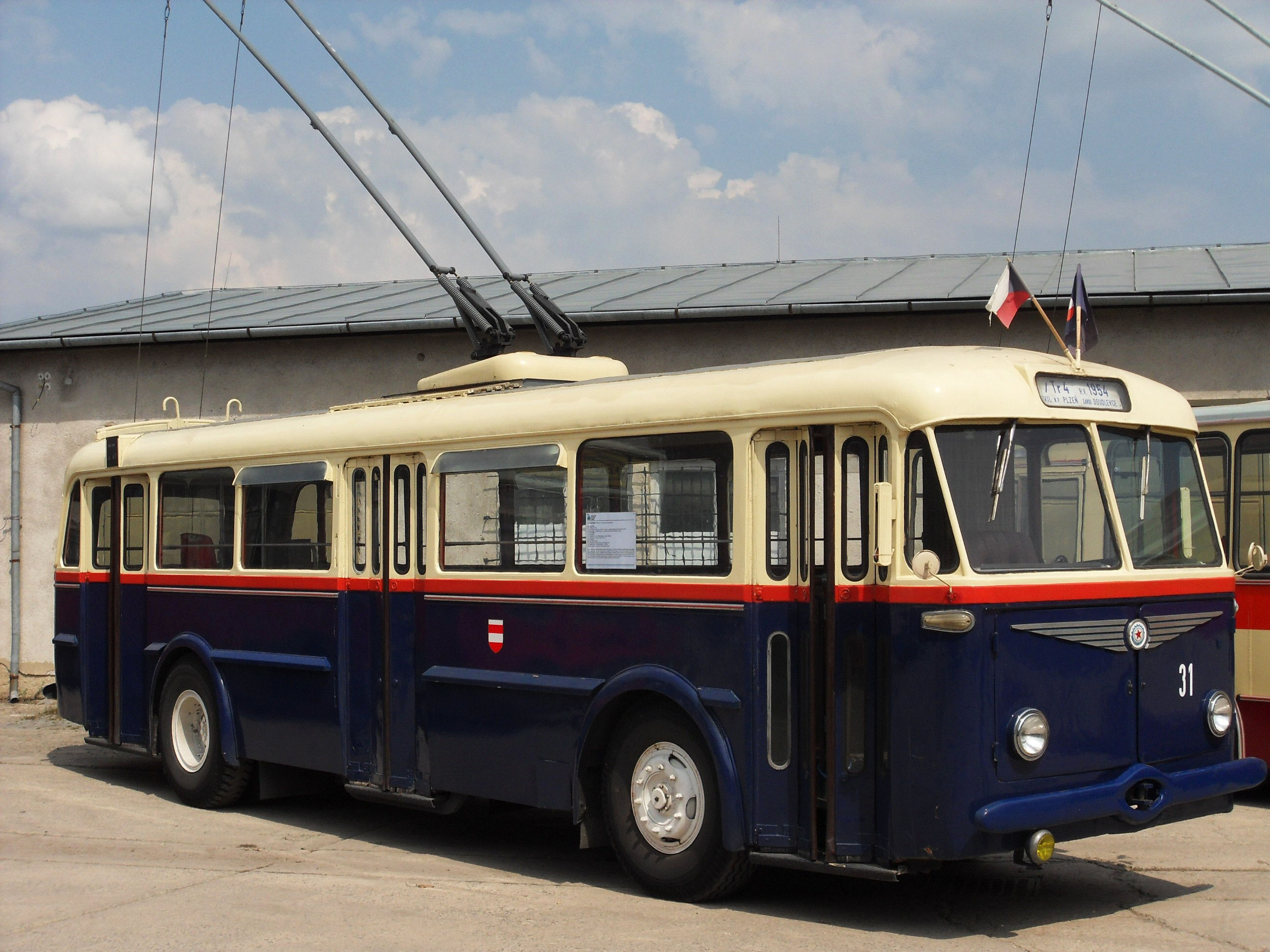
Škoda 7Tr (1954)
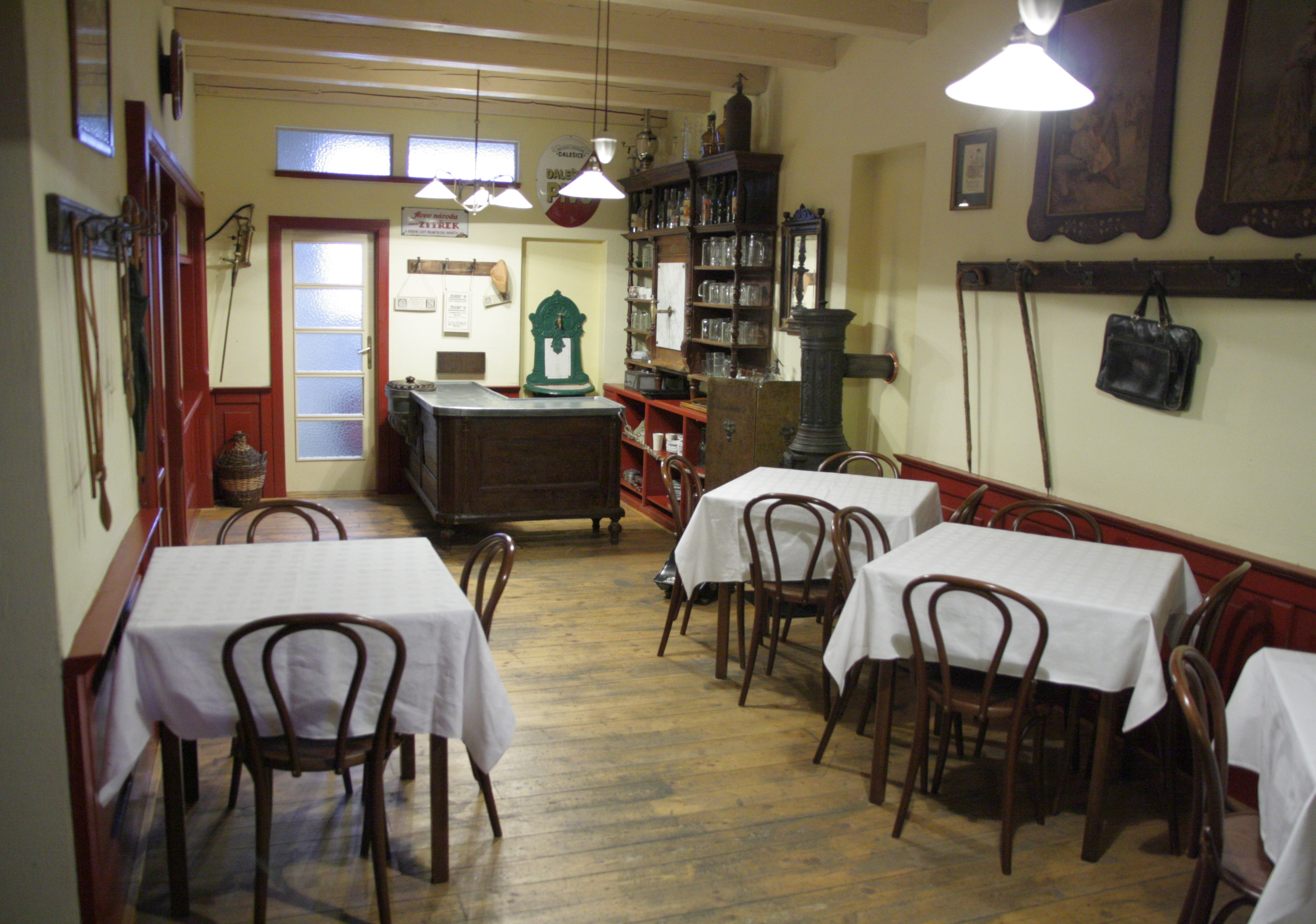
Hospoda U Pavlíků (část stálé expozice)